# Komet Johnson
Komet Johnson  (uradna oznaka 48P/Johnson) je periodični komet z obhodno dobo približno 7 let. Pripada Jupitrovi družini kometov.

## Odkritje
Komet je odkril 15. avgusta 1949 južnoafriški astronom Ernest Leonard Johnson. 

## Značilnosti
Premer jedra kometa je 5,74 km.